# Binodoxys odinae
Binodoxys odinae är en stekelart som beskrevs av Paik 1976. Binodoxys odinae ingår i släktet Binodoxys och familjen bracksteklar. Inga underarter finns listade.